# أحمد ياشفين
أحمد ياشفين هو مخرج وسيناريست مهندس ديكور مغربي مولود في الدار البيضاء، حصل على البكالوريا عام 1964، وحصل على ليسانس الآداب عام 1970، والدكتوراه عام 1979 في جامعة ستراسبورج وأفلامه (كابوس (فيلم مغربي)، خفايا).